# Татевский университет
Татевский университет — крупнейший средневековый университет в Армении, основанный в 1373 году Ованесом Воротнеци в Татевском монастыре.

## Экскурс
Подлинным периодом расцвета и славы Татевского монастыря можно считать те времена, когда в обители действовал крупнейший в средневековой Армении университет. Он был основан в конце XIV веке, и в течение полувека оставался единственным действующим университетом Восточной Армении. В университете было три факультета: философско-богословский, каллиграфии и миниатюры, музыки. Здесь преподавали философию, теологию, грамматику, физику, математику и астрономию, каллиграфию, родную речь, литературу, историю и архитектуру, обучали  искусству миниатюры и стенной росписи, основам живописи и технике оформления книг. Университет готовил сановников, богословов, педагогов и специалистов по переписи манускриптов. Обучение длилось 7-8 лет. В Татеве, помимо 500 монахов, жили также философы, музыканты, писатели и художники. Расцвет университета связан с деятельностью ректоров Ованеса Воротнеци (1315—1388) и Григора Татеваци (1346—1410). Основатель Татевского университета, Ованес Воротнеци преподавал в Гладзорском университете. Перебравшись в Татев, он усовершенствовал учебную программу, регламентировал процесс приема студентов и квалификации преподавателей. Одним из самых блестящих его студентов был Григор Татеваци, который после смерти наставника принял эстафету и поднял университет на новый уровень, превратив его во всеармянский научно-культурный и духовный центр. 
Татевский университет просуществовал до 1435 года, когда конница Шахруха, младшего сына и преемника Тимура, сожгла обитель.

## Известные представители
- Ованес Воротнеци (1315—1386) — философ, педагог. Основатель университета
- Григор Татеваци (1346—1409) — философ, богослов, ученик Воротнеци. Сменил последнего на посту ректора
- Аракел Сюнеци (1350—1425) — поэт, музыкант, грамматик, философ, ученик Воротнеци. Позже преподавал в университете
- Товма Мецопеци (1378—1446) — историк, педагог, ученик Григора Татеваци
- Мхитар Татеваци (XIV—XV вв.) — педагог. Стал ректором после Григора Татеваци
- Ованес Гермонеци (XV век) — богослов
- Маттеос Джугаеци (XV век) — философ, комментатор. Был ректором университета
- Аристакес Себастаци (XV век) — писатель, некоторое время учился в университете

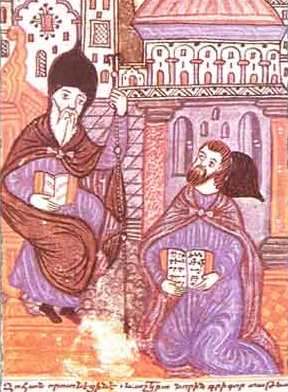
Ованес Воротнеци и Григор Татеваци
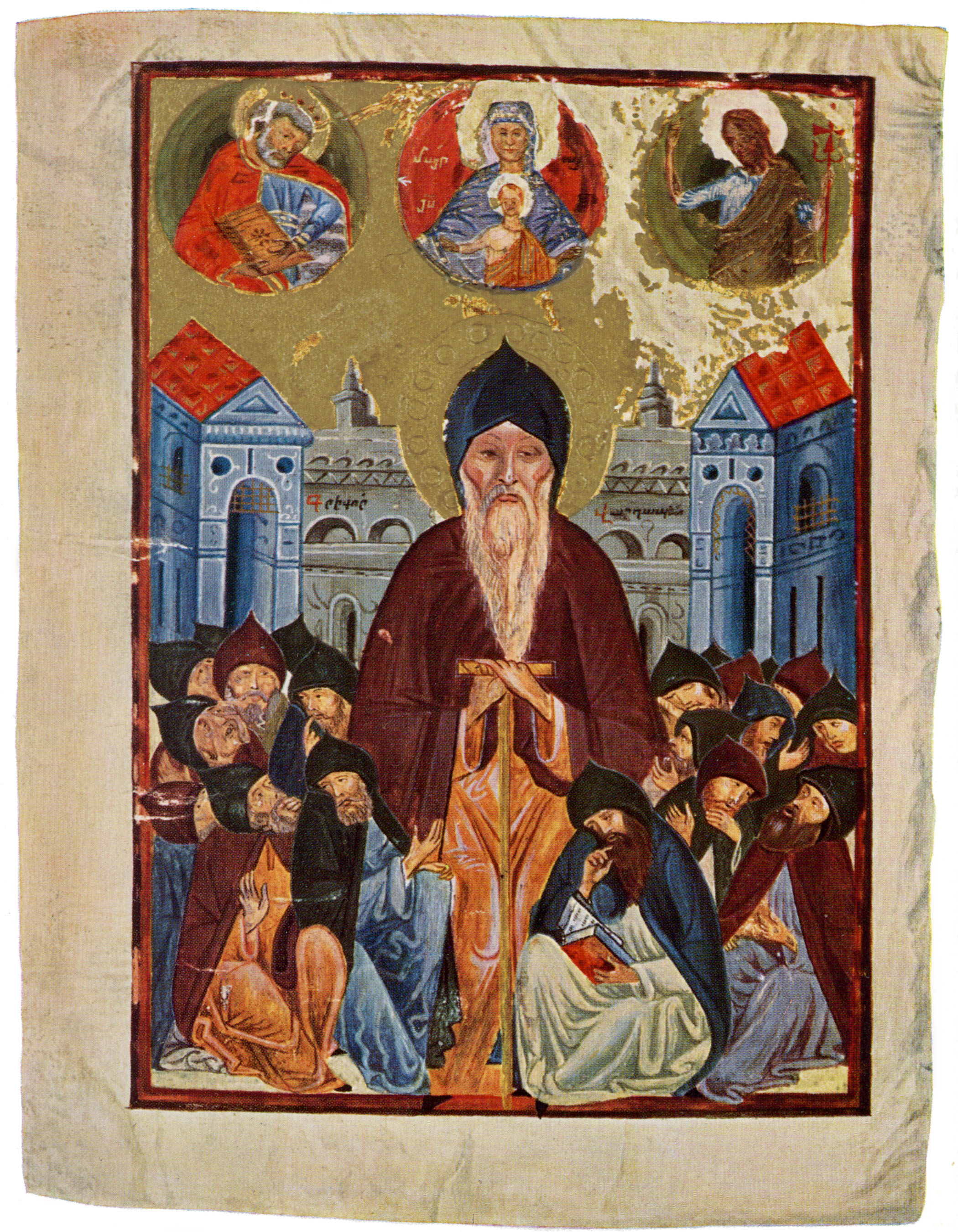
Григор Татеваци (миниатюра 1449 года)
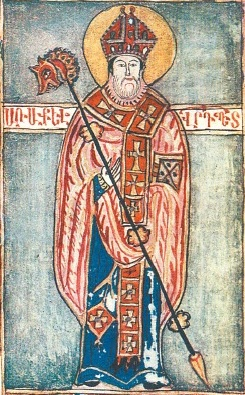
Аракел Сюнеци
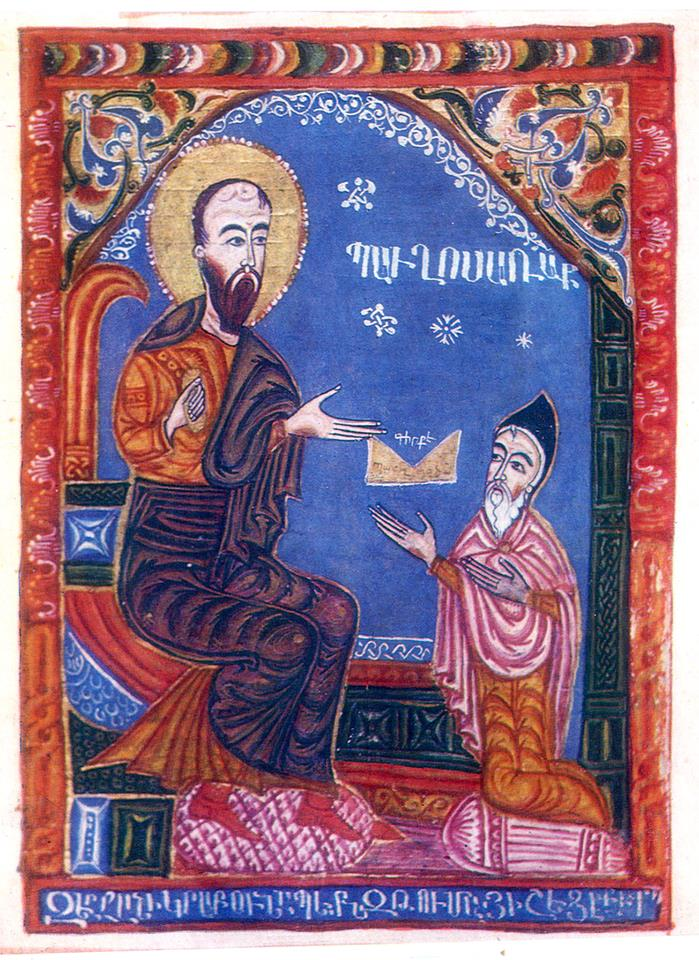
Товма Мецопеци
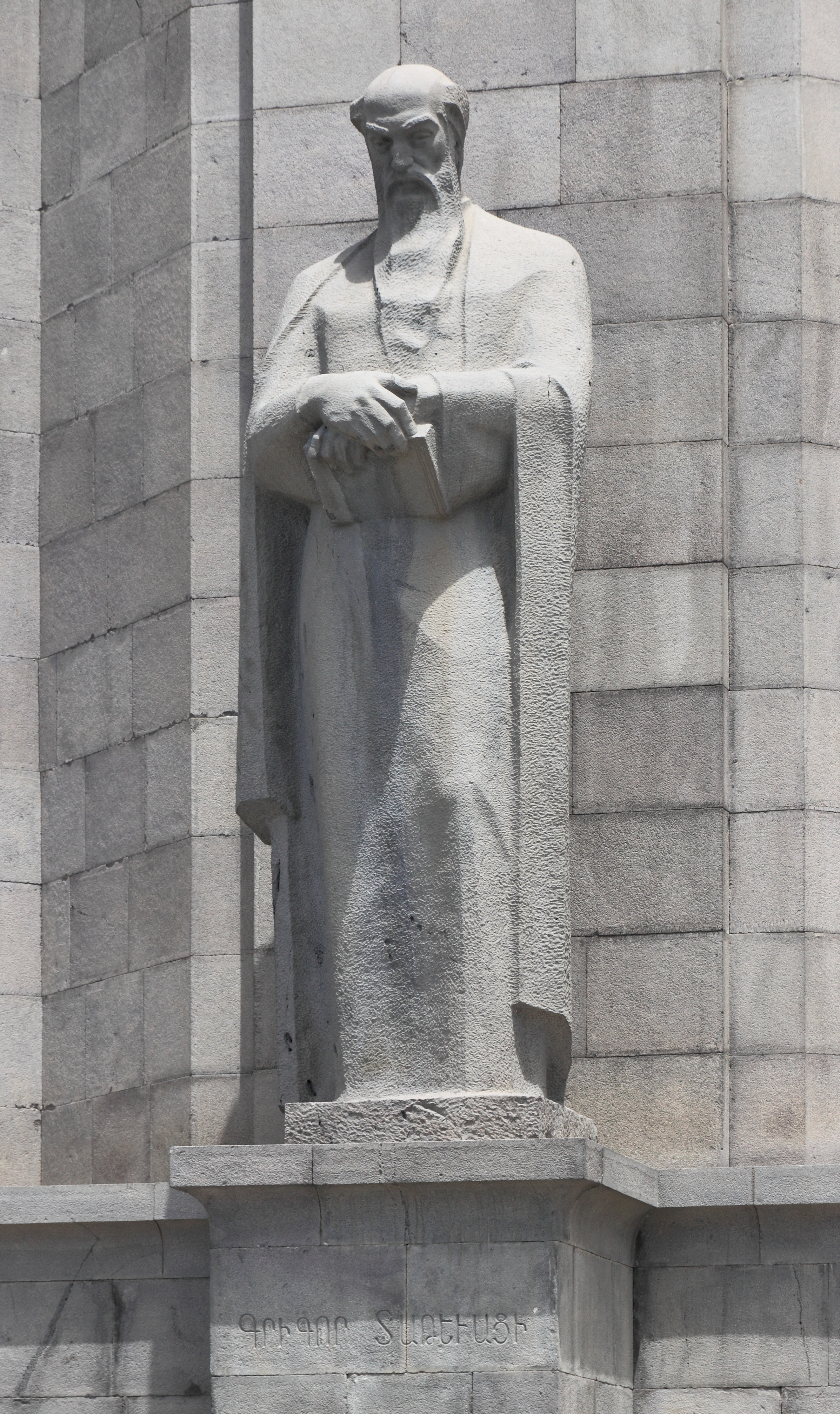
Статуя Григора Татеваци. Матенадаран. Ереван, Армения.